# Echipa națională de fotbal a insulelor Wallis și Futuna
Echipa națională de fotbal a insulelor Wallis și Futuna este naționala de fotbal a Wallis și Futuna. Wallis și Futuna nu este membră FIFA și de aceea nu este eligibilă pentru turnee internaționale. A jucat 22 de meciuri la Jocurile Pacificului de Sud între 1966 și 1995, unde a câștigat patru meciuri și a fost învinsă în 18. Ultimul meci l-a jucat pe 20 august 1995 în compania Noii Caledonii, pierdut cu scorul de 10 - 0.

## Wallis și Futuna la Jocurile Pacificului de Sud
- 1963 - nu a participat
- 1966 - Prima rundă
- 1969 - nu a participat
- 1971 - nu a participat
- 1975 - nu a participat
- 1979 - sferturi
- 1983 - sferturi
- 1987 - locul cinci
- 1991 - Prima rundă
- 1995 - Prima rundă
- 2003 - nu a participat
- 2007 - nu a participat